# Traversa della Presa Bassa
La Presa Bassa sull'Ozola fa parte della seconda derivazione idroelettrica del torrente Ozola e ha il compito di derivare le acque del torrente suddetto per riempire il serbatoio di Ligonchio. La sua costruzione è stata effettuata dal periodo che va dal giugno 1919 al marzo 1921.

## Descrizione
La Presa Bassa sull'Ozola si trova in una stretta e alta gola rocciosa (detta gli Schiocchi) che male si presenta alla costruzione di qualsiasi opera idraulica. Questa posizione però è stata obbligatoria vista la posizione del bacino di carico di Ligonchio. L'opera di sbarramento è formata da una traversa in calcestruzzo dell'altezza di 3,90 m. Il ciglio del manufatto è lungo 12,00 m.